# William George Horner
Pour les articles homonymes, voir Horner.
William George Horner (Bristol, Angleterre, 9 juin 1786 - Bath, Angleterre, 22 septembre 1837) est un mathématicien britannique. 
Horner est connu pour sa méthode (déjà publiée par Zhu Shijie vers 1300, mais aussi utilisée (en Angleterre) par Isaac Newton 150 ans avant Horner[réf. nécessaire]), qui permet d'évaluer rapidement un polynôme en un point et pour son invention  en 1834 du zootrope, un appareil optique donnant l'illusion du mouvement.